# 桃源县第一中学
桃源县第一中学（英語：The First Middle School of Taoyuan County）位于湖南省桃源县漳江镇环城路天子岗，为常德市公立学校，湖南省示范性中学之一。

## 历史
清朝光绪三十三年（1907年），宋教仁请在大日本帝国留学的李世燮回乡根据《钦定学堂章程》建立了“桃源官立中学堂”，仿照大日本帝国的学校设立了“修身、读经、国文、外语、历史、地理、算学、博物、图画、体操”10门课程。
民国元年（1912年），“桃源官立中学堂”因为派系斗争和经费缺乏而中止办学。
民国十四年（1925年），政府在漳江书院的旧址增加建筑恢复了“桃源官立中学堂”，更名为“桃源县立中学”，首任校长凤高翥，他死后，其子凤苞九续任校长。
民国十七年（1928年），黄云章担任校长，随后杜沾渥接任。
民国二十年（1931年），刘子华担任校长，1938年因失职而被革职处分。
民国二十年（1931年），大日本帝国陆军侵略桃源县，学校搬迁到乡下的云岳乡，民国二十八年（1939年），学校再度搬迁到泥窝潭乡鹤巢湾，校长陈美璞。
民国三十六年（1947年），杨昭宜担任校长。
民国三十四年（1945年），由于抗日战争的胜利，学校搬迁回县城，更名为“桃源县立初级中学”。
1950年，黄云光担任校长。
1953年，罗刚成担任校长，学校更名为“湖南省桃源县第一初级中学”，后更名为“桃源县第一中学”。

## 学校文化

### 校训
诚勤

### 理念
以德治校，全面育人

### 学风
慎思，明辨，笃行

## 奖项
桃源一中先后荣获“全国先进体育传统项目学校”、“全国现代教育技术实验学校”、“全国模范职工之家”、“全国群众体育先进单位”、“全国先进基层工会组织”、“中国师德建设示范单位”、“中国西部教育顾问单位”、“中国创造学会创造教育实验基地”、“湖南省文明单位”、“湖南省德育工作先进单位”、“湖南省艺术教育先进单位”、“湖南省现代教育技术工作先进单位”、“湖南省安全文明校园”、“湖南省园林式单位”、“湖南省特级档案室”等荣誉奖项。